# Classificació per equips al Giro d'Itàlia
La classificació per equips al Giro d'Itàlia, també coneguda com a Trofeu Fast Team o classifica a squadre és una de les classificacions secundàries del Giro d'Itàlia. Fou instaurada en la primera edició del Giro i no s'ha deixat de premiar en cap edició. No s'ha de confondre amb la classificació per equips per punts.
En els darrers anys aquesta classificació es determina a partir de la suma dels tres primers classificats de cada equip en cada etapa sense tenir en compte les bonificacions. L'equip amb un menor temps en finalitzar el Giro és el vencedor d'aquesta classificació. En cas d'empat es comptarien les posicions obtingudes per aquests tres primers ciclistes per decidir-ne el vencedor.

## Palmarès
| Any  | Equip             |
| ---- | ----------------- |
| 1909 | Atala-Dunlop      |
| 1910 | Atala-Continental |
| 1911 | Bianchi           |
| 1912 | Atala-Dunlop      |
| 1913 | Maino             |
| 1914 | Stucchi-Dunlop    |
| 1919 | Stucchi-Dunlop    |
| 1920 | Bianchi-Pirelli   |
| 1921 | Bianchi-Dunlop    |
| 1922 | Legnano           |
| 1923 | Legnano           |
| 1924 | Desconegut        |
| 1925 | Legnano           |
| 1926 | Legnano           |
| 1927 | Legnano           |
| 1928 | Legnano           |
| 1929 | Legnano           |
| 1930 | Bianchi-Pirelli   |
| 1931 | Legnano           |
| 1932 | Legnano           |
| 1933 | Legnano           |
| 1934 | Gloria            |
| 1935 | Fréjus            |
| 1936 | Legnano           |
| 1937 | Fréjus            |
| 1938 | Gloria-Ambrosiana |
| 1939 | Fréjus            |
| 1940 | Gloria            |
| 1946 | Legnano           |
| 1947 | Welter            |
| 1948 | Wilier Triestina  |
| 1949 | Wilier Triestina  |
| 1950 | Fréjus            |
| 1951 | Taurea            |
| 1952 | Bianchi-Pirelli   |
| 1953 | Ganna             |
| 1954 | Girardengo        |
| 1955 | Atala             |

| Any  | Equip                       |
| ---- | --------------------------- |
| 1956 | Atala                       |
| 1957 | Legnano                     |
| 1958 | Carpano                     |
| 1959 | Atala-Pirelli-Lygie         |
| 1960 | Ignis                       |
| 1961 | Faema                       |
| 1962 | Flandria-Faema-Clément      |
| 1963 | Carpano                     |
| 1964 | Saint-Raphaël-Gitane-Dunlop |
| 1965 | Salvarani                   |
| 1966 | Molteni                     |
| 1967 | Kas-Kaskol                  |
| 1968 | Faema                       |
| 1969 | Faema                       |
| 1970 | Faemino                     |
| 1971 | Molteni                     |
| 1972 | Molteni                     |
| 1973 | Molteni                     |
| 1974 | Kas-Kaskol                  |
| 1975 | Brooklyn                    |
| 1976 | Brooklyn                    |
| 1977 | Flandria                    |
| 1978 | Bianchi-Faema               |
| 1979 | SCIC                        |
| 1980 | Bianchi-Piaggio             |
| 1981 | Bianchi-Piaggio             |
| 1982 | Bianchi-Piaggio             |
| 1983 | Gemeaz Cusin                |
| 1984 | Renault-Elf                 |
| 1985 | Alpilatte-Cierre            |
| 1986 | Supermercati Brianzoli      |
| 1987 | Panasonic-Isostar           |
| 1988 | Carrera Jeans-Vagabond      |
| 1989 | Fagor-MBK                   |
| 1990 | ONCE                        |
| 1991 | Carrera Jeans-Vagabond      |
| 1992 | GB-MG Maglificio            |
| 1993 | Lampre-Polti                |

| Any  | Equip                            |
| ---- | -------------------------------- |
| 1994 | Carrera Jeans-Tassoni            |
| 1995 | Gewiss-Ballan                    |
| 1996 | Carrera Jeans                    |
| 1997 | Kelme Costa Blanca               |
| 1998 | Mapei-Quick Step                 |
| 1999 | Vitalicio Seguros-Grupo Generali |
| 2000 | Mapei-Quick Step                 |
| 2001 | Alessio                          |
| 2002 | Alessio                          |
| 2003 | Lampre                           |
| 2004 | Saeco Macchine per Caffè         |
| 2005 | Liquigas-Bianchi                 |
| 2006 | Phonak                           |
| 2007 | Saunier Duval-Prodir             |
| 2008 | CSF Group-Navigare               |
| 2009 | Astana Qazaqstan Team            |
| 2010 | Liquigas-Doimo                   |
| 2011 | Astana Qazaqstan Team            |
| 2012 | Lampre-ISD                       |
| 2013 | Team Sky                         |
| 2014 | AG2R La Mondiale                 |
| 2015 | Astana Qazaqstan Team            |
| 2016 | Astana Qazaqstan Team            |
| 2017 | Quick-Step Floors                |
| 2018 | Team Sky                         |
| 2019 | Movistar Team                    |
| 2020 | Ineos Grenadiers                 |
| 2021 | Ineos Grenadiers                 |
| 2022 | Bahrain Victorious               |
| 2023 | Bahrain Victorious               |
| 2024 | Decathlon-AG2R La Mondiale       |
| 2025 | UAE Team Emirates XRG            |